# Deuteronomos glabra
Deuteronomos glabra là một loài bướm đêm trong họ Geometridae.